# Licsiang óvárosa
Licsiang óvárosa (kínai nyelven: 麗江古城; egyszerűsített kínai írással: 丽江古城; pinjin átírással: Lìjiāng Gǔchéng) Licsiang város történelmi óvárosa, a kínai Jünnan tartományban. A külön nyelvvel, egészen különleges, ritka formájú írással és több ezer éves történelemmel rendelkező, nahszi emberek által lakott terület 1997 óta UNESCO világörökségi helyszín. A cím megszerzése óta a város önkormányzata erőfeszítéseket tesz a megőrzés és a fejlesztés érdekében. Az elmúlt húsz évben jelentősen megnőtt a turizmus, így gyakran zsúfoltak az óváros utcái, főleg nyáron. A tengerszint felett 2400 méter magasan fekvő városba a világ minden tájáról érkeznek látogatók, azonban a turisták többsége továbbra is han kínai.
Az óváros három fő része Tajen (Dayan) óváros (az egykori Fekete Sárkány-tó is ide tartozik), Pajsa (Baisha) és Suho (Shuhe) városrész. Pajsa városrész korábban, a Szung- és a Jüan-dinasztia idején keletkezett. Ez Tajen óvárostól 8 km-re van északra. A várostól északnyugatra található Jülung havas hegységben van azoknak a folyóknak a forrása, amelyek táplálják a városban található Fekete sárkány tavat (Hejlung), amely táplálja a várost behálózó csatornákat.

## Jellemzése

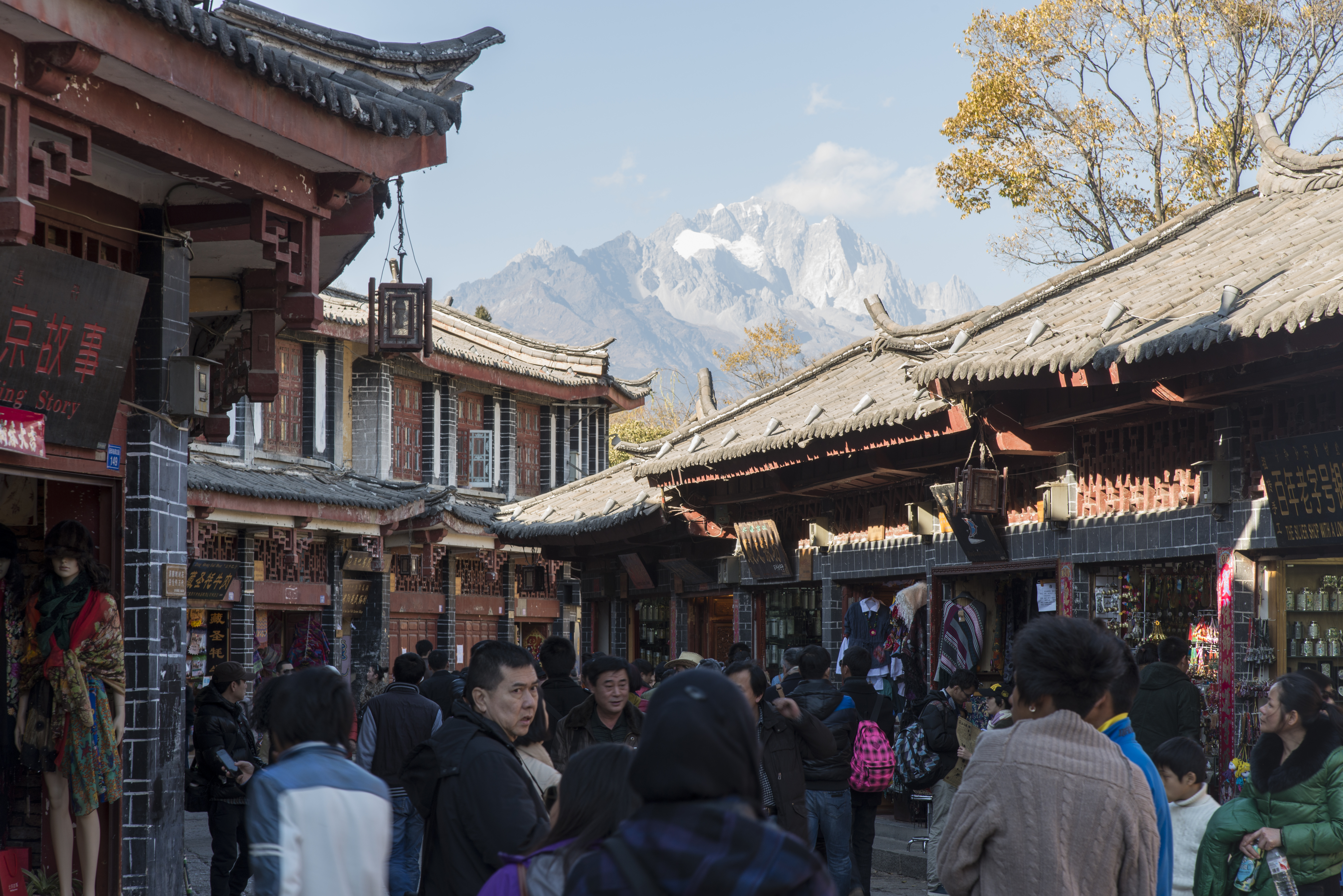
Üzletsor a Jádesárkány-hegység lábánál fekvő város utcái között

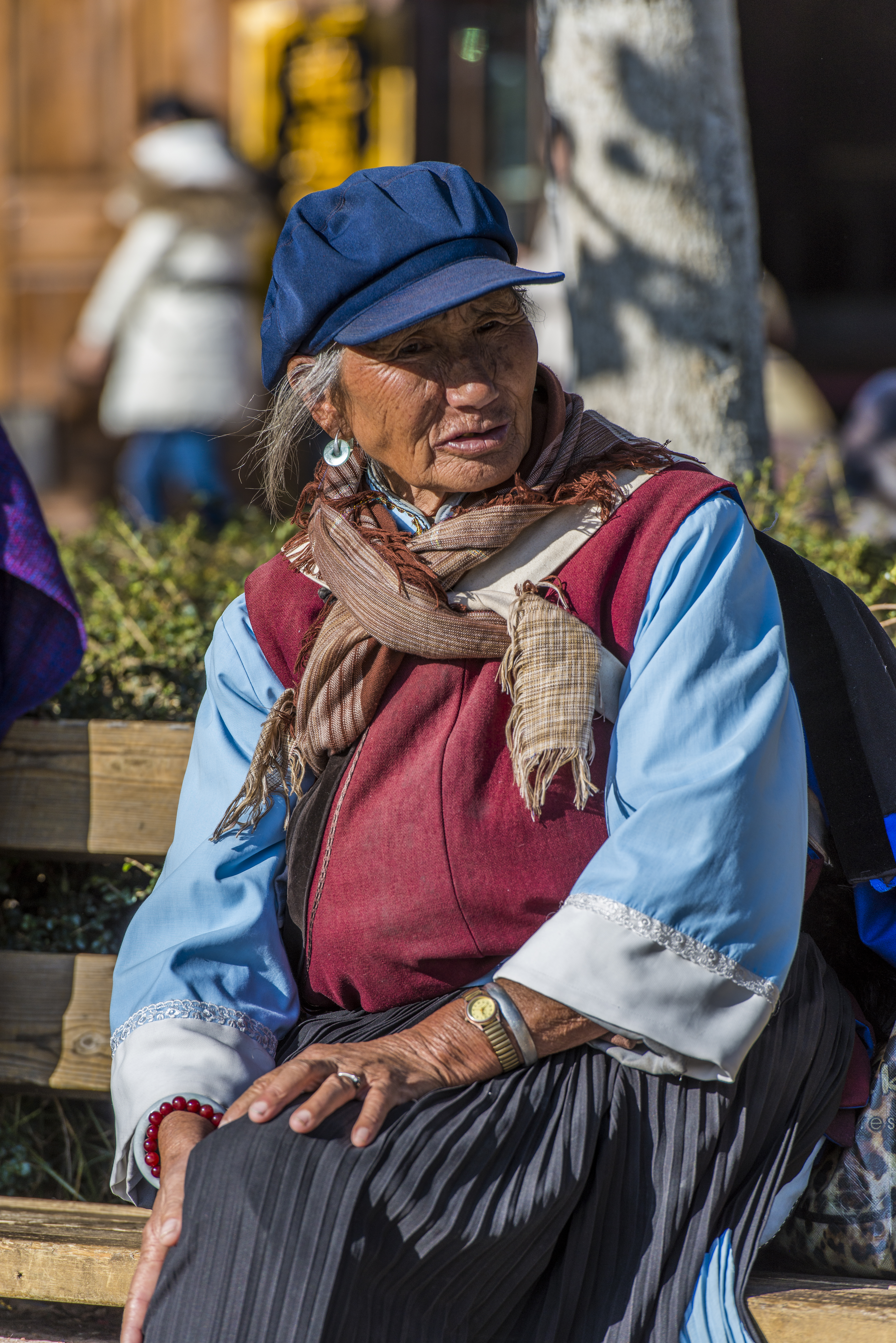
Idős nahszi asszony

A város több mint ezeréves történelme során fontos kereskedelmi szerepet töltött be az ősi „tea és ló karavánút” mentén. Száznegyven ókori sírt, tizennyolc lakóházat, valamint tárgyak ezreit tártak fel nemrég Licsiang környékén, amely lakott volt az újkőkorszaktól a Han-dinasztia (i. e. 206 – i. sz. 220) végéig. Nyitott csatorna rendszere és hídhálózata nagy hírnévre tett szert, azonban a külvárosi területek túlzott beépítése miatt a földalatti vízkészlet lecsökkent, és az egész vízrendszer veszélybe került.
Licsiang kultúrájában ötvöződik a hagyományos nahszi kultúra és egyéb össze nem illő elemek, amelyek évszázadokkal ezelőtt, a Ming-dinasztia idején érkeztek a városba a han kínai kereskedők révén. A nahszi emberek a mai napig életben tartották a fából és vályogtéglából készült stílust, amelyet korábban a Nankingból való kereskedőktől vettek át. A helyi ácsok ma is finoman megszerkesztett faházakat építenek mindenféle tervrajz, vagy előzetes tervezés nélkül, főként a memóriájukra hagyatkozva. A házaik ablakaira leggyakrabban virág és madár mintákat faragnak. A faragásokat manapság paj nemzetiségű kézművesek készítik, de a művészek továbbra is igyekeznek megjeleníteni a hagyományos han kínai stílus szerint a négy évszak állat- és növényvilágát. Még a legszegényebb családok is igyekeznek előteremteni az anyagi feltételeket a faragott ablakokhoz, amelyeket még a bútoroknál is fontosabbnak tartanak. Az ablakpanelek ma már külön megvásárolhatók a turisták részére is.
A nahszi emberek a Nankingből idelátogató zenészektől tanulták el a kínai klasszikus zenét a Ming-dinasztia idején, amelyet a mai napig játszanak, jóllehet Kína más területein ez a zene már rég eltűnt. Az idős zenészek szervezett keretek között szoktak előadásokat tartani a Tajen óvárosban, illetve ritkábban a szomszédos falvakban.
A han kultúra mellett erőteljesen van jelen a nahszi nemzet saját kultúrája, amely a helyi épületeken kívül megjelenik a körtáncaikban és a kézműves portékáikban. A Tajen óvárosban a nahszi népviseletben táncoló asszonyok hakhi nemzetiségűek.
A népviseletben történő körtáncot a Licsiangtól északra élő tibeti emberek, és a délen található paj emberek is gyakorolják. Licsiangban korábban jelentős tibeti és paj népesség lakott a mai turista részektől távolabb eső területeken. Tajenben olykor látható tibeti körtánc, de jellemzőbb a magánkertekben.
A nahszi kultúra erőteljesen patriarchális, a kínai kormány mégis összeboronálta a többnyire matriarchális muoszo kultúrával, a két nyelv hasonlósága miatt. Korábban a muoszo zenét hallani lehetett a licsiangi kávézókban és bárokban, az elmúlt öt évben a han kínai zene vette át a helyüket.

## Változások a közelmúlt során

Az óváros panorámaképa a Van Ku Lou felől

A Licsiang UNESCO világörökségként való besorolása után beáramló hatalmas turistatömeg erőteljes hatást gyakorol az óvárosra. Az egekbe szökő árak következtében a helyi nahszi lakosok többsége elvándorolt, csupán turista létesítmények maradtak fenn, amelyek tulajdonosai hatalmas bérleti díjat számítanak fel. A megnövekedett turista üzleti tevékenység javarészt kontrollálatlan.

## Galéria

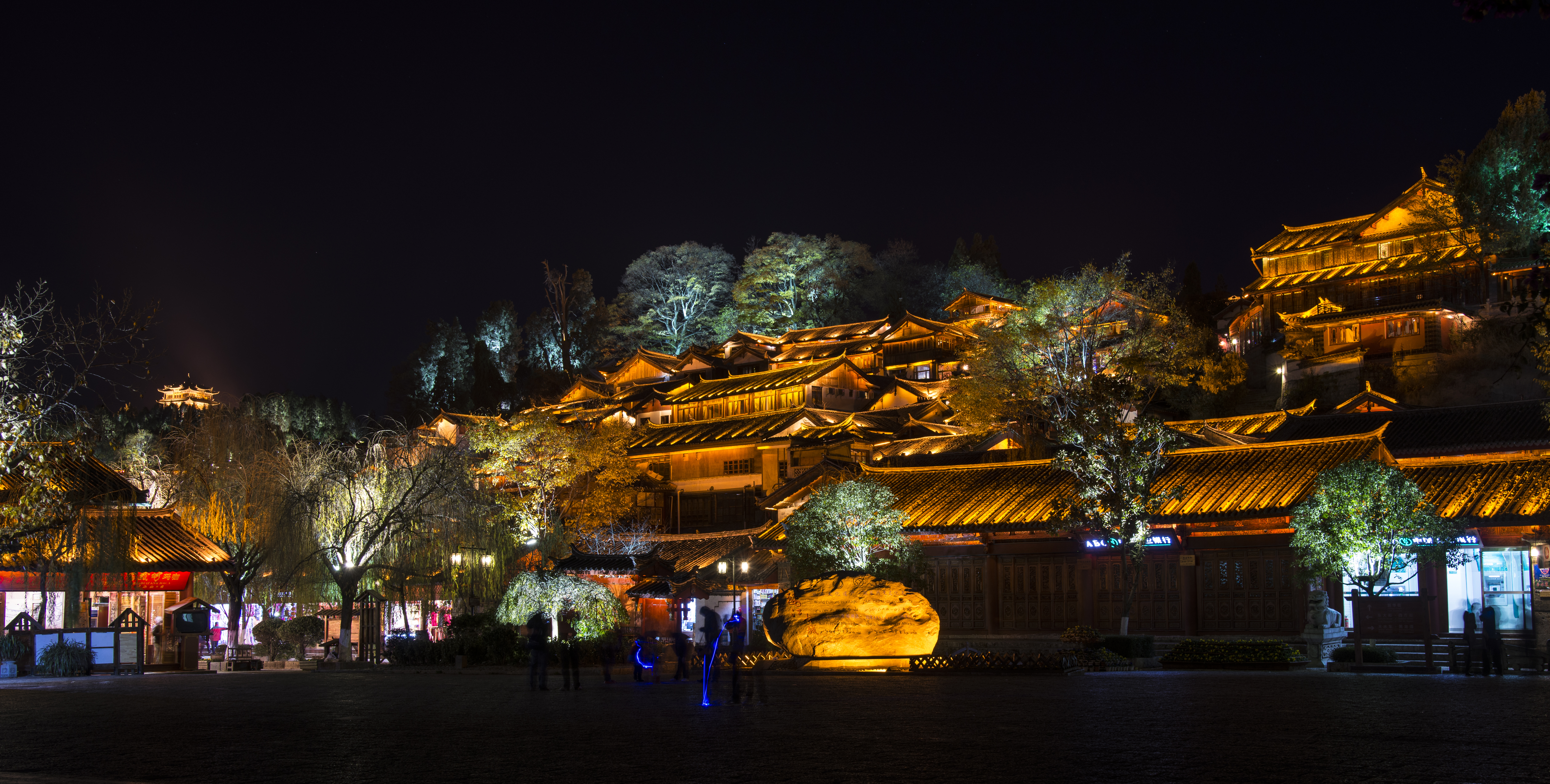
Licsiang éjszaka
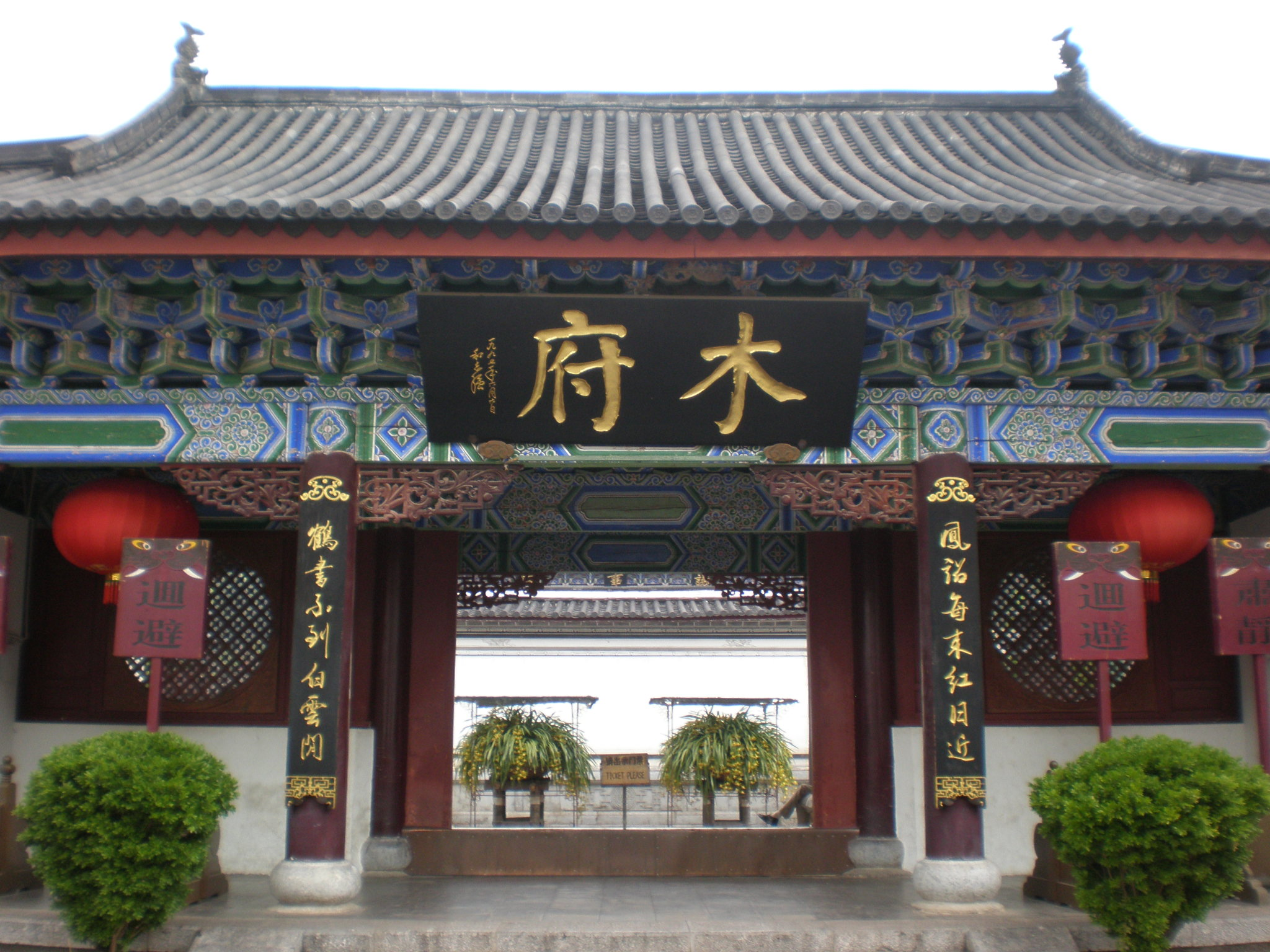
A Mu-ház bejárata
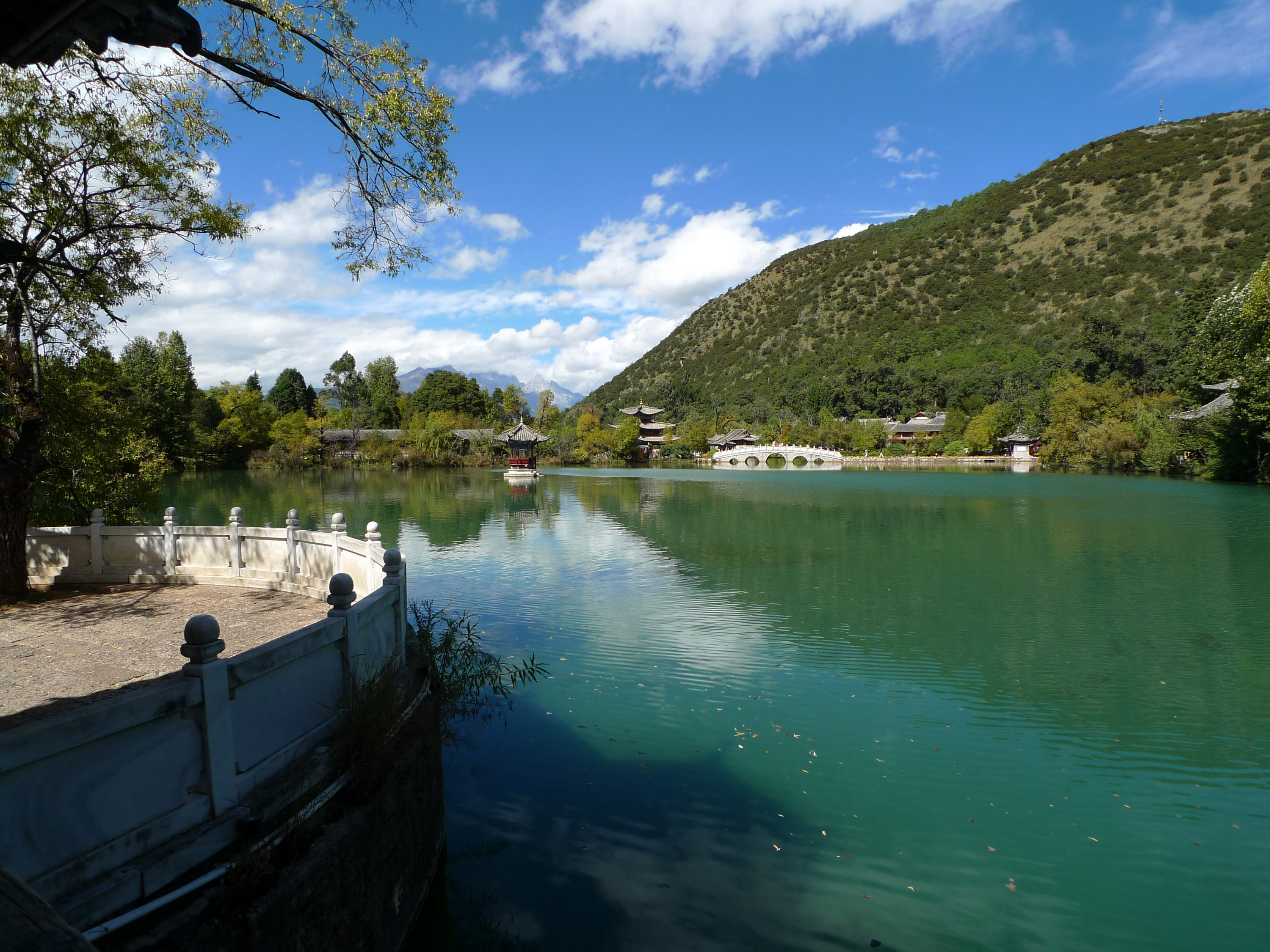
A Fekete Sárkány tó